# Cyanoramphus auriceps
Il parrocchetto frontegialla (Cyanoramphus auriceps) è un uccello della famiglia degli Psittaculidi.

## Descrizione
Con taglia attorno ai 23 cm, ha piumaggio generale verde sfumato in giallo sulle parti inferiori, fronte rossa, corona gialla, becco e zampe grigie e iride arancio. I giovani hanno coda corta e iride bruna. In passato veniva classificato in due sottospecie: C. a. auriceps, localizzato in Nuova Zelanda e nelle Isole Auckland, e C. e. forbesi, localizzato nelle Isole Chatham. Attualmente, però, gli studiosi considerano quest'ultimo una specie a parte, il parrocchetto delle Chatham (C. forbesi).

## Biologia
Il suo ambiente è rappresentato dalle fitte foreste di montagna, dove si muove in coppie o in piccoli gruppi. Rispetto agli altri Cyanoramphus è il più arboricolo e non dipende dalle erbe prative per alimentarsi. La dieta è composta da semi, frutta e bacche. Nidifica normalmente tra settembre e gennaio nel cavo di un albero. La femmina depone fino a 9 uova che cova per 18-20 giorni; i piccoli s'involano a circa 5 settimane dalla schiusa.

## Distribuzione e habitat
Vive in gran parte delle aree boschive della Nuova Zelanda (sia dell'Isola del Nord che dell'Isola del Sud), dell'Isola di Stewart e delle Isole Auckland e anche su alcune isolette al largo della costa, ma è raro in tutto il suo areale. Si incontra solo di rado nelle foreste secondarie e mai in quelle ad alto fusto. Il numero degli esemplari e il loro areale si sono ridotti sempre più negli ultimi 100 anni, probabilmente a causa della deforestazione, dei mutamenti dell'habitat e dell'introduzione di mammiferi predatori, in particolare gatti, ermellini e ratti. Sulle isole al largo della costa il parrocchetto fronterossa è molto più comune e su Solander potrebbe perfino aver rimpiazzato il parrocchetto frontegialla. Sulle Isole Auckland vi è un insolitamente elevato tasso di ibidizzazione tra le due specie. Non esiste alcuna stima sul numero dei parrocchetti frontegialla, ma la specie è stabile e in alcune zone sta espandendo il proprio areale.